# Malajer
Denna artikel handlar om den etniska gruppen malajer. För begreppet i svenskt militärt sammanhang, se handräckningsvärnpliktig.
Malajer utgör majoritetsbefolkningen i Malaysia, Indonesien, Brunei och Östtimor. Deras ursprung är förmodligen Sundaland[källa behövs], varefter de sprids till Polynesien, Mikronesien och Melanesien omkring 2000 år f.Kr. Malajer brukar oftast tala malajiska, följa den malajiska sedvanerätten och vara muslimer.
Tidiga riken inkluderar Champa, Shrivijaya och Majapahit, där det förstnämnda grundades under första århundradet efter Kristus. Malajer byggde världens största buddhistiska tempel, Borobudur i Indonesien.
På 1200-talet landsteg de på Malackahalvön och grundade ett rike vid Singapore. Under nästföljande period utvidgades deras rike över hela halvön. 1252 grundade de sin nya huvudstad Malacka och 1272 antogs islam som religion. Efter det utvecklade de en blomstrande handel med hela Orienten, från Kina och till Arabiska halvön. På 1600-talet erövrade portugiserna området.